# アクジュージト
アクジュージト（アラビア語: أكجوجت）はモーリタニアの町である。インシリ州の州都である。

## 交通

### 空港
- アクジュージト空港（英語版）

## 出身者
- ムハンマド・ウルド・アブデルアズィーズ モーリタニアの軍人・政治家